# アルバロ・エラメリス
アルバロ・エラメリス（スペイン語：Álvaro Herraméliz, 930年代没）は、10世紀のスペイン貴族。セレソ及びランタロン伯、アラバ伯（在位：929年 - 931年）。

## 生涯
アルバロはエラメルの息子で、レコンキスタに参加し、アラバ、ブルゴス、ラ・リオハの再移住に積極的に取り組んだ貴族で、エラメルとエラメリュリの2つの町はアルバロの名から名付けられた。923年、アルバロはレオン王オルドーニョ2世と共にナヘラとビゲラの征服に参加し、同年10月20日、ラ・リオハのサンタ・コロマにある修道院の創建に関する特許状を承認した。アルバロが初めてアラバ伯として特許状に記録されたのは929年9月28日であったが、アルバロはそれ以前からアラバ伯であった可能性がある。920年7月26日のヴァルデジュンケラの戦いにおいてレオン王国とナバラ王国の軍が敗北した後、オルドーニョ2世はムニオ・ベラス（919年5月18日にアラバ伯であったことが確認される）に代わってアラバ伯となった可能性がある。また、アルバロがランタロン伯でもあったことは、929年8月28日付の特許状で確認できる。
931年1月11日の特許状において「アラバ伯アルバロ・エラメリス」として最後に確認される。同年夏、レオン王アルフォンソ4世は妃オネカの死後に退位した。オネカはアルバロの妻サンチャの姉妹であった。アルフォンソ4世の弟ラミロ2世が王位を継承した。アルフォンソ4世はサアグン修道院で修道士となったが、その後悔いて、同年冬に王位を取り戻そうとし、932年の夏に再び王位を取り戻そうとした。義兄弟アルフォンソ4世を支持していたアルバロが、アルフォンソ4世とラミロ2世の間の争いの中で殺されたのか、あるいは伯領の統治をラミロ2世から委ねられたカスティーリャ伯フェルナン・ゴンサレスにアラバ伯位を奪われたのかは不明である。アルバロの妃であったサンチャとその新しい夫であるフェルナン・ゴンサレスが935年8月5日に最初に一緒に確認され、2人の子供であるゴンサロとサンチョがそれまでにすでに生まれているので、アルバロは932年までには死去していたとみられる。

## 結婚と子女
アルバロは、パンプローナ王サンチョ・ガルセス1世とトダ・デ・パンプローナの娘で、レオン王オルドーニョ2世の寡婦であったサンチャ・サンチェス・デ・パンプローナと結婚した。サンチャはレオン王アルフォンソ4世の妃オネカや、アラバ伯ムニオ・ベラスの妃ベラスキタの姉妹であった。サンチャはアルバロの死後、カスティーリャ伯フェルナン・ゴンサレスと結婚した。アルバロとサンチャの間には少なくとも2男が生まれ、2人の息子はレオン王国で活躍した。
- エラメル・アルバレス - 956年から995年まで記録で確認される[14]。ビジャラミエルの町の創建者である[15]。恐らく、996年にポルトゥカーレ伯ゴンサロ・メネンデスに代わりレオン王ベルムード2世の副官となったことが中世の記録にみられるアルバロ・エラメリスの父である[16][17]。
- フォルトゥン・アルバレス - サアグン修道院のいくつかの特許状にみられ、兄弟や他のバスク＝ナバラ人と一緒にレオン王ラミロ2世の宮廷にいたことが確認できる[15]。

他に、947年にフェルナン・ゴンザレスに同行しているベラ・アルバレスも2人の息子の可能性があり、ラモン・メネンデス・ピダルによれば、カスティーリャ伯により領土を奪われた出自不明のベラ伯と同一人物の可能性がある。